# Duncraig Castle

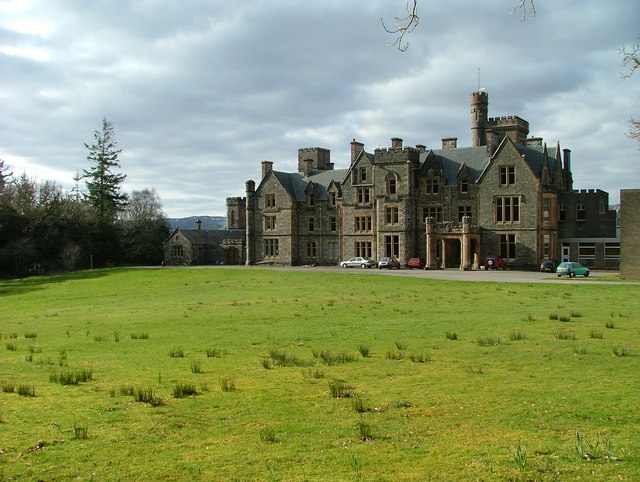
Duncraig Castle

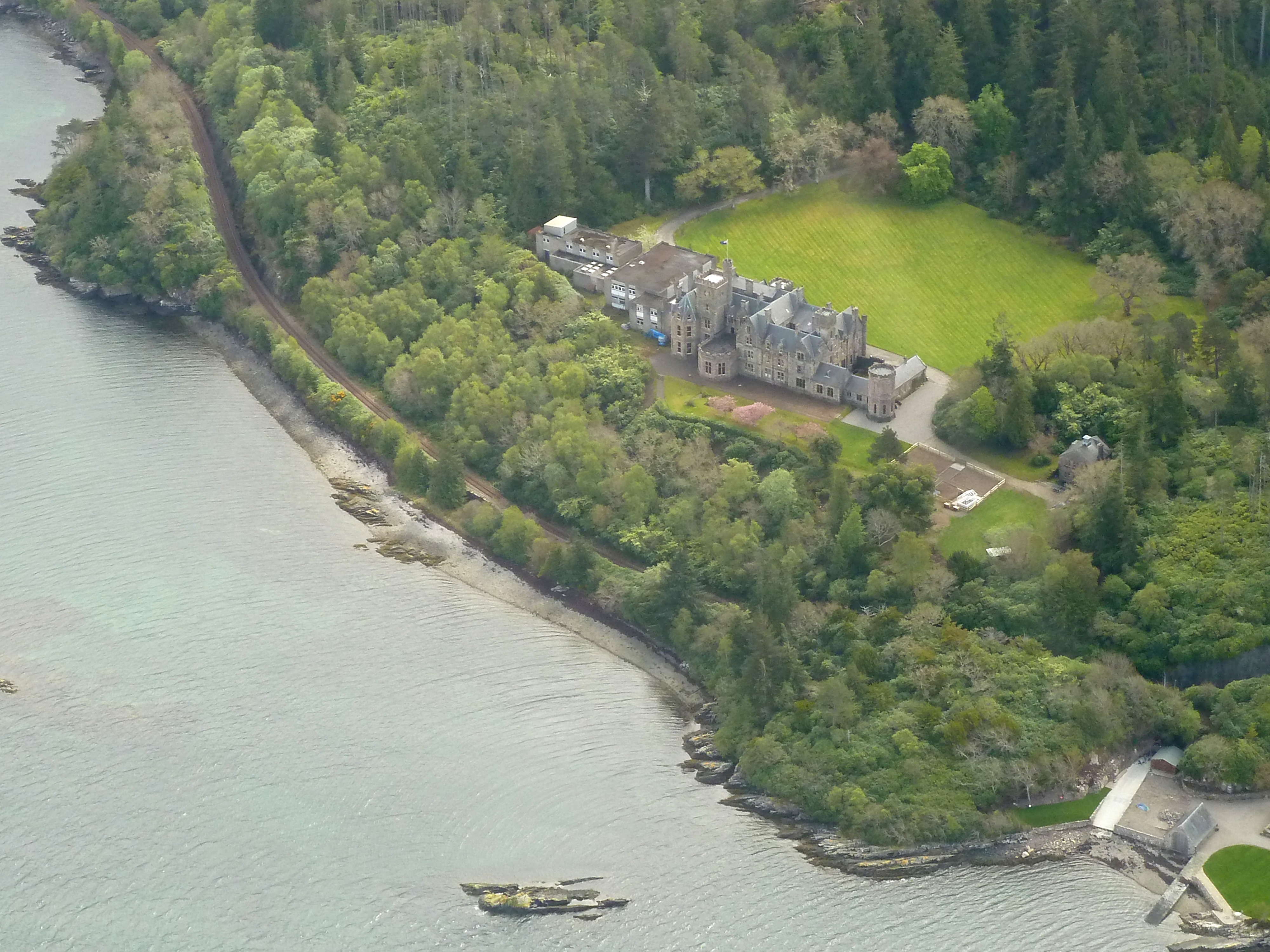
Luftaufnahme des Landhauses

Duncraig Castle ist ein Landhaus am Südufer des Loch Carron, etwa ein Kilometer östlich der Ortschaft Plockton in der schottischen Council Area Highland. Alexander Matheson, ein schottischer Geschäftsmann und Parlamentsabgeordneter ließ es 1866 im Scottish Baronial Style nach Plänen des Architekten Alexander Ross erbauen.
Das Gebäude ist als Denkmal der Kategorie C geschützt.
Durch die Bahnstation Duncraig der Kyle of Lochalsh Line ist das Landhaus erschlossen. Die Bahnstation wurde 1897 als private Bahnstation eröffnet, wird aber heute öffentlich genutzt.
Duncraig Castle wurde der Verwaltungsgrafschaft Ross and Cromarty vermacht und wurde nach dem Zweiten Weltkrieg ein Kolleg für Hauswirtschaft. Heute ist es eine luxuriöse Pension.